# Зонтаг, Генриетта
Генриетта Гертруда Вальпургис Зонтаг (нем. Henriette Gertrude Walpurgis Sontag или Sonntag, графиня Росси; 3 января 1806, Кобленц, Пруссия — 17 июня 1854, Мехико, Мексика) — немецкая оперная певица (колоратурное сопрано). Первая певица двора Его Величества Короля Прусского и первая певица при Королевской итальянской
опере в Париже. 

## Биография
Дочь кочевых комедиантов, её брат Карл Зонтаг был известным немецким актёром. С пяти лет участвовала в спектаклях, в 1816—1821 годах училась в Пражской консерватории. В 1820 году с успехом дебютировала на оперной сцене в Праге. Пела в Лейпциге, Берлине, Париже, Лондоне, везде восхищая слушателей замечательным голосом, чистотой и лёгкостью вокализации. Ей помогали и покровительствовали композиторы К. Вебер и Л. Бетховен. Была первой исполнительницей сольной партии сопрано в Девятой симфонии Бетховена (1824, Вена) и заглавной партии в «Эврианте» Вебера (1823, Вена). Обретя известность, Зонтаг появлялась на страницах европейских газет и журналов. Её талант высоко ценил прусский король и давал ей личные аудиенции. 
В 1828 году вышла замуж за сардинского посланника в Париже графа Пелегрино Луиджи Росси (1797—1864), но из-за её происхождения и артистической деятельности брак их оставался сначала тайным. Сам граф обладал скудными собственными средствами, и при хорошем достатке своей супруги, благополучно жил за её счет. В 1830 году была возведена прусским королем в дворянское достоинство и получила фамилию фон Лауенштейн, после чего покинула сцену, продолжая выступать в концертах. С 1830 по 1837 год Зонтаг концертировала в Петербурге и Москве. Хроника её пребывания в России подробно отражена в воспоминаниях современников. Согласно дневнику графини М. А. Гагариной, в петербургском обществе Зонтаг наделала много шуму:

Говорят только о ней, мечтают только о ней, это соловей, это Геба; её глаза великолепным образом выражают немецкую томность и волнуют мужчин, очаровательная ножка и самая утонченная фигура. Временами полагают, что она должна войти в высшее общество, благодаря своему титулу графини, но вновь спускают её в благородный класс артистов. Государи так много сделали для неё, что иные думают, будто частные лица постарались недостаточно, что является правдой,  если не считать Штиглица, г-жи Лаваль и матушки. Её приглашали здесь только к ужину, она наперед надеется на Москву, хотя каждый маленький концерт приносит ей 20 000 рублей, а их у неё будет шесть.
 В июле 1830 года Зонтаг впервые посетила Москву. М. П. Погодин, побывав на её концерте и на репетиции, отметил: «Как проста и мила. Ангел». А. Я. Булгаков в письме к брату рассказал, что ей очень полюбилась песнь Алябьева «Соловей». Несколько лет спустя Алябьев посвятил Зонтаг элегию «Когда, душа, просилась ты...» на стихи А. Дельвига. Этот приезд в Москву был единственным в жизни актрисы, все дальнейшее время проведенное ею в России, было связано с Петербургом, где поэт И. Козлов посвятил ей стихотворение «Вчера ты пела», а Пушкин упоминал в письме к жене. Согласно запискам В. В. Стасова, в конце 1830-х годов Зонтаг не выступала на сцене, она уже была не Генриетта Зонтаг, а жена итальянского посланника Росси, все время она проводила во дворцах и аристократических салонах, но  иногда участвовала в благотворительных концертах, продолжая приводить в восторг окружающих.
В 1849 году ее муж был отозван с дипломатической службы и принудительно отправлен на пенсию. Потеряв своё состояние из-за революционных событий 1848—1849 годов, Зонтаг, оставшись с семерыми детьми, снова начала давать концерты, имевшие большой успех как в Европе, так и в Северной Америке. Скончалась на гастролях в Мехико во время эпидемии холеры. Её портрет дважды писал французский художник Ипполит (Поль) Деларош, один из них хранится в Государственном Эрмитаже.
Зонтаг действительно обладала голосом редкой пластичности и колоратурной виртуозности. Она покоряла современников как в операх, так и на концертных выступлениях. Соотечественники певицы не зря называли ее «немецким соловьем».